# Sonatine de Ferroud
Pour les articles homonymes, voir Sonatine (homonymie).
La Sonatine de Pierre-Octave Ferroud est une œuvre pour piano composée en 1928. La partition est dédiée à la pianiste Hélène Pignari, qui en assure la première audition publique le 8 mars 1929.

## Composition
Pierre-Octave Ferroud compose sa Sonatine en août-septembre 1928. La partition, dédiée à la pianiste Hélène Pignari, qui en assure la première audition publique le 8 mars 1929, est publiée en 1929 par les éditions Durand.

## Structure
L'œuvre est en trois mouvements :
1. Allegro molto e risoluto ( = 152) en ut dièse mineur, à 
 ;
2. Allegretto poco rubato ( = 112) en sol mineur, à 
 ;
3. Vivace ( = 160-168) en ut dièse mineur, à 
 avec des mesures à 
.

## Analyse
En 1930, René Dumesnil considère que la Sonatine pour piano de Pierre-Octave Ferroud « révèle de très heureux dons ».
Selon Guy Sacre, la Sonatine en ut dièse « montre un Ferroud plus volontaire, plus dépouillé, moins adonné à l'humour » que dans Types, et « plus enclin à l'abstraction ». 
Dans le premier mouvement, « qui débute par un thème d'accords vigoureux » comme dans le finale, avec son « rythme de gigue et croches par trois (
 et 
) rapides et légères », « on voit passer Bartók à l'horizon, mais l'ensemble demeure plus latin qu'exotique. Presque aucun répit dans cette course, où les mains rivalisent d'adresse, jusqu'à la brillante coda poco a poco più vivo ».